# Малый оливковый ибис
Малый оливковый ибис (лат. Bostrychia bocagei) — вид птиц из семейства ибисовых. Ранее считался подвидом Bostrychia olivacea. Подвидов не выделяют.

## Распространение
Эндемики острова Сан-Томе (территория Сан-Томе и Принсипи), лежащего у западного побережья Центральной Африки.

## Описание
Длина тела около 50 см. Ноги птицы могут быть разных цветов. Тёмная кожа на «лице» и гребень отличают представителей вида от других членов рода. Верхние части тела черновато-коричневые с бронзово-зелёным отливом, на крыльях отлив медно-металлически и пурпурно-синий. Нижние части тела тёмно-коричневые.
Неполовозрелые особи более тусклые, гребень у них короче.

## Биология
Питаются беспозвоночными, улитками и слизнями.

## Состояние популяции и угрозы
Популяция критически мала, ее размер оценивается в 50—249 особей.